# Aderendhülsenzange

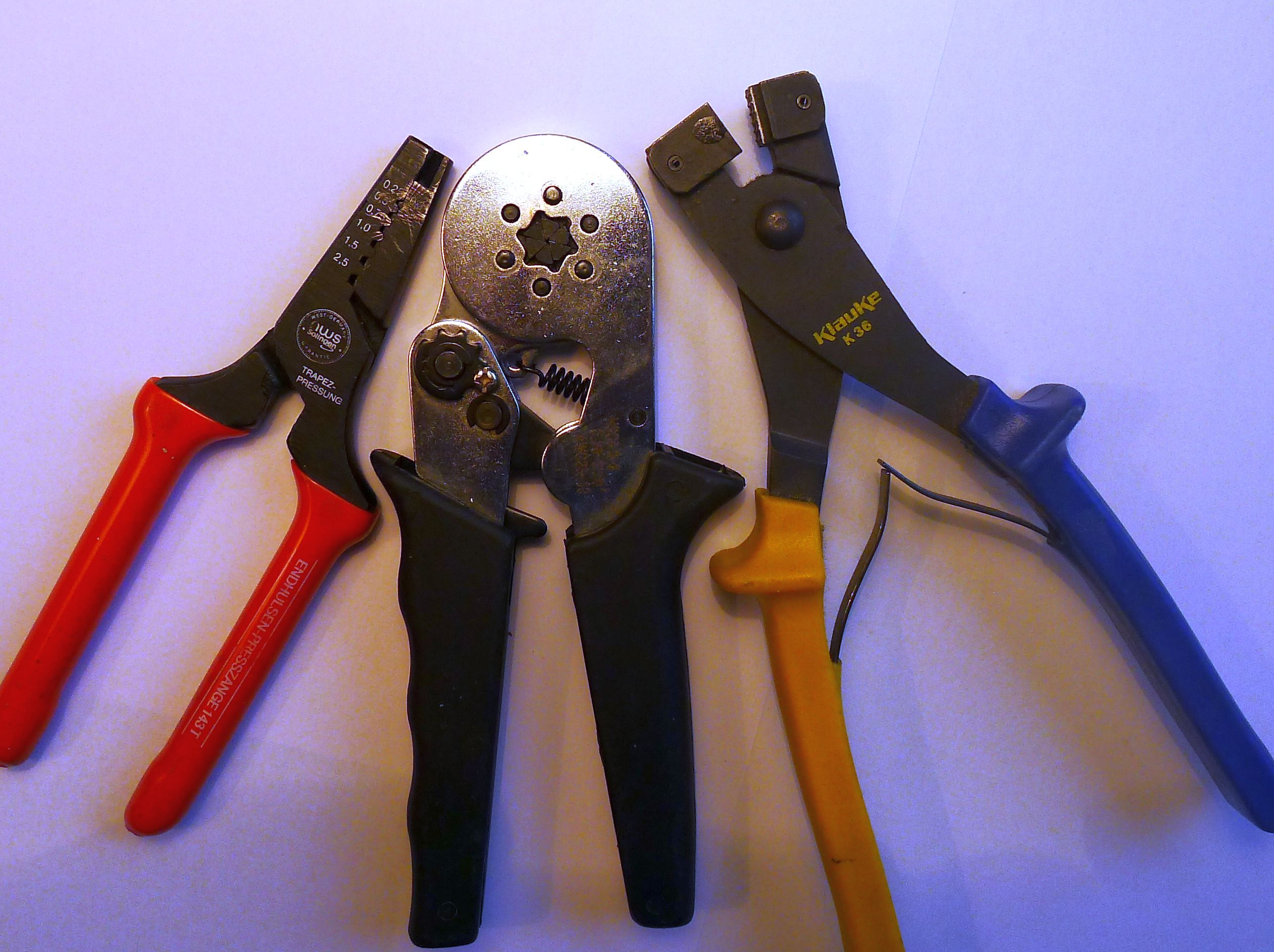
Verschiedenartige Aderendhülsen-Presszangen für Drahtquerschnittsflächen von 0,5 mm² bis 16 mm²

Die Aderendhülsenzange ist ein Werkzeug, um Aderendhülsen auf den abisolierten Teil einer Litzenleitung zu pressen; dies wird auch als crimpen bezeichnet. Eine korrekte Pressung ist zugfest und gasdicht, so dass weder ein Herausrutschen möglich ist noch Oxidation der eingepressten Leiteroberflächen eintritt.
Je nach Qualität und Hersteller verfügen die Zangen über unterschiedliche Eigenschaften. Es wird nach der gepressten Form der Endhülse unterschieden:
- Trapez (DIN)
- Quadrat
- Rechteck
- V-Form (Dorn-Pressung)
- Sechseck

Weiterhin sind Zangen je nach Typ ausgestattet mit
- Zwangspressung (verhindert frühzeitiges Öffnen der Zange)
- definiertem Pressdruck
- Ver- und Entriegelung
- wechselbaren Matrizen für unterschiedliche Aderendhülsentypen und -querschnitte
- automatischer Querschnittseinstellung[1]